# Glossophaga morenoi
Glossophaga morenoi es una especie de murciélago de la familia Phyllostomidae.

## Distribución geográfica
Es endémica de  México.